# Lake Helen
Lake Helen és una població dels Estats Units a l'estat de Florida. Segons el cens del 2000 tenia 2.743 habitants.

## Demografia
Segons el cens del 2000, Lake Helen tenia 2.743 habitants, 1.124 habitatges, i 774 famílies. La densitat de població era de 251 habitants/km².
Dels 1.124 habitatges en un 26% hi vivien nens de menys de 18 anys, en un 52% hi vivien parelles casades, en un 12,8% dones solteres, i en un 31,1% no eren unitats familiars. En el 25,7% dels habitatges hi vivien persones soles l'11,2% de les quals corresponia a persones de 65 anys o més que vivien soles. El nombre mitjà de persones vivint en cada habitatge era de 2,44 i el nombre mitjà de persones que vivien en cada família era de 2,91.
Per edats la població es repartia de la següent manera: un 22,3% tenia menys de 18 anys, un 6,7% entre 18 i 24, un 24,6% entre 25 i 44, un 25,7% de 45 a 60 i un 20,7% 65 anys o més.
L'edat mediana era de 43 anys. Per cada 100 dones de 18 o més anys hi havia 85,1 homes.
La renda mediana per habitatge era de 34.577 $ i la renda mediana per família de 39.688 $. Els homes tenien una renda mediana de 30.000 $ mentre que les dones 22.774 $. La renda per capita de la població era de 17.158 $. Entorn del 7,5% de les famílies i el 9,7% de la població estaven per davall del llindar de pobresa.

## Poblacions més properes
El següent diagrama mostra les poblacions més properes.